# 豊海町 (東京都中央区)
豊海町（とよみちょう）は、東京都中央区の町名。丁目の設定のない単独町名である。

## 地理
月島地域・月島地区に属する。中央区臨海部の月島地域西端に位置し、東で勝どき、南で朝潮運河を挟んで晴海、西で東京湾を挟んで港区海岸、北で同じく東京湾を挟んで浜離宮庭園と隣接する。東京湾や朝潮運河に面する埋立地であり、豊海水産埠頭を中心として冷蔵倉庫が多く見られる。晴海に所在する月島警察署および臨港消防署の管轄に当たる。

## 歴史
- 1963年（昭和38年）に埋め立てが完成[5]。

### 地名の由来
町名は、住民アンケートの中から選ばれたものである。

## 世帯数と人口
2023年（令和5年）1月1日現在（中央区発表）の世帯数と人口は以下の通りである。
- 世帯数 : 334世帯
- 人口 : 525人

### 人口の変遷
国勢調査による人口の推移。
| 年                 | 人口  |
| ------------------ | ----- |
| 1995年（平成7年）  | 1,791 |
| 2000年（平成12年） | 1,584 |
| 2005年（平成17年） | 1,526 |
| 2010年（平成22年） | 1,637 |
| 2015年（平成27年） | 1,521 |
| 2020年（令和2年）  | 1,428 |

### 世帯数の変遷
国勢調査による世帯数の推移。
| 年                 | 世帯数 |
| ------------------ | ------ |
| 1995年（平成7年）  | 769    |
| 2000年（平成12年） | 688    |
| 2005年（平成17年） | 689    |
| 2010年（平成22年） | 795    |
| 2015年（平成27年） | 729    |
| 2020年（令和2年）  | 757    |

## 学区
区立小・中学校に通う場合、学区は以下の通りとなる（2025年4月現在）。
- 区域 : 全域
  - 小学校 : 中央区立豊海小学校
  - 中学校 : 中央区立晴海西中学校

- 2024年4月の晴海西中学校開校時には、晴海中学校から晴海西中学校に学区に変更された[13]。

## 交通

### 鉄道
豊海町を通る鉄道路線はない。近隣の鉄道駅は都営地下鉄大江戸線の勝どき駅である。

### バス
「豊海水産埠頭」
- 都営バス都04系統・東京駅丸の内南口行
- 都営バス門33系統・亀戸駅前行

「豊海町」
- 江戸バス南循環（日立自動車交通）・中央区役所方面行

### 道路
- 清澄通り

## 事業所
2021年（令和3年）現在の経済センサス調査による事業所数と従業員数は以下の通りである。
- 事業所数 : 87事業所
- 従業員数 : 1,905人

### 事業者数の変遷
経済センサスによる事業所数の推移。
| 年                 | 事業者数 |
| ------------------ | -------- |
| 2016年（平成28年） | 82       |
| 2021年（令和3年）  | 87       |

### 従業員数の変遷
経済センサスによる従業員数の推移。
| 年                 | 従業員数 |
| ------------------ | -------- |
| 2016年（平成28年） | 2,077    |
| 2021年（令和3年）  | 1,905    |

## 施設
- 中央区立豊海小学校 - 2016年8月、隣接する勝どき6丁目より移転。
  - 中央区立豊海幼稚園 - 豊海小学校と同様、2016年8月、隣接する勝どき6丁目より移転。
- 豊海運動公園
- 豊海水産埠頭
- 豊海水産会館
- 豊海区民館
- 中央豊海郵便局
- 日本鯨類研究所本部
- 株式会社 三越伊勢丹フードサービス本社
- 東京水産冷蔵本社・豊海工場
- 東京豊海冷蔵本社・豊海物流センター
- 札幌みらい中央青果東京事務所
- マルハニチロ物流本社・豊海物流センター
- ホウスイ豊海第一、第二、第三冷蔵庫

## その他

### 日本郵便
- 郵便番号 : 104-0055[3]（集配局 : 晴海郵便局[16]）。